# Ucrânia na Universíada de Verão de 2021
A Ucrânia participou da Universíada de Verão de 2021, que aconteceu em Chengdu, na China, entre 28 de julho e 8 de agosto de 2023.
Foram 60 atletas — 35 masculinos e 25 femininos — em nove modalidades olímpicas e uma não olímpica — o wushu.

## Competidores
Estas foram as modalidades e atletas que disputaram a edição:
| Esporte             | Masculino | Feminino | Total |
| ------------------- | --------- | -------- | ----- |
| Atletismo           | 4         | 3        | 7     |
| Badminton           | 2         | 2        | 4     |
| Esgrima             | 4         | 6        | 10    |
| Ginástica artística | 4         | 0        | 4     |
| Ginástica rítmica   | 0         | 7        | 7     |
| Judo                | 3         | 2        | 5     |
| Taekwondo           | 3         | 2        | 5     |
| Tiro com arco       | 2         | 2        | 4     |
| Voleibol            | 12        | 0        | 12    |
| Wushu               | 1         | 1        | 2     |
| Total               | 35        | 25       | 60    |

## Medalhas

### Medalhistas
Estes foram os medalhistas desta edição:
| Marta Borys Diana Dovganiuk Dariia Ivanyk | Nikol Krasiuk Anastasiia Ptashnyk Daria Shcherbakova |

| Marta Borys Diana Dovganiuk Dariia Ivanyk | Anastasiia Ptashnyk Nikol Krasiuk |

### Por modalidade
Estas foram as medalhas por modalidade nesta edição:
| Esporte             | Medalha de ouro | Medalha de prata | Medalha de bronze | Total de medalhas |
| ------------------- | --------------- | ---------------- | ----------------- | ----------------- |
| Ginástica rítmica   | 2               | 2                | 1                 | 5                 |
| Atletismo           | 1               | 1                | 1                 | 3                 |
| Ginástica artística | 1               | 0                | 0                 | 1                 |
| Esgrima             | 0               | 1                | 0                 | 1                 |
| Taekwondo           | 0               | 0                | 1                 | 1                 |
| Total               | 4               | 4                | 3                 | 11                |